# Organització del Tractat del Sud-est Asiàtic

L'Organització del Tractat del Sud-est Asiàtic, o SEATO per les seves sigles en anglès, va ser una organització regional de defensa, vigent des de 1955 fins a 1977, constituïda per Austràlia, França, Nova Zelanda, Pakistan, Filipines, Tailàndia, Gran Bretanya i els Estats Units. Va ser fundada com a part del Tractat de Defensa Col·lectiva del Sud-est Asiàtic, amb la finalitat de protegir la regió del comunisme de la URSS i la Xina.
Vietnam, Cambodja i Laos, no van ser considerats per a admissió i altres països de la zona, van preferir ser part del moviment no alineat. La SEATO no tenia poder militar permanent, però els seus membres van participar en exercicis militars combinats. Pakistan es va retirar en 1968 i França va suspendre el suport financer en 1975. L'organització va ser dissolta oficialment en 1977. La Caserna General de SEATO no tenia un comandament unificat, ni una força organitzada com en el cas de l'OTAN. Amb prou feines comptava amb un sistema de col·laboració militar, amb maniobres i plans de defensa conjunts. Fonamentalment el seu poder depenia dels Estats Units.

## Història

### Antecedents i evolució
Després d'acabar la Segona Guerra Mundial, el sud-est asiàtic es trobava immers en una sèrie d'esdeveniments i moviments nacionalistes, impulsats pels comunistes. Durant nou anys, les potències occidentals havien observat amb preocupació la consolidació del règim comunista a la Xina, continuat per la guerra de Corea i el triomf del Vietnam a Indoxina. La situació del sud-est asiàtic s'havia convertit en una autèntica preocupació. Per aquesta raó, en 1954 les potències occidentals i els governs d'alguns països de la regió van decidir signar un pacte. D'aquesta forma, el 8 de setembre d'aquest mateix any, la concurrència d'Austràlia, França, Gran Bretanya, Nova Zelanda, Pakistan, Filipines, Tailàndia i Estats Units van signar el Pacte de Manila, que posteriorment va passar a ser "Southeast Àsia Collective Defense Treaty" (Tractat de Defensa Col·lectiva del Sud-est Asiàtic) o SEATO. El SEATO va ser reforçat amb la Carta del Pacífic mitjançant la qual es reafirmava el dret dels països de la regió a viure en pau i en plena col·laboració per aconseguir els objectius socials, culturals i econòmics als quals tenen dret tots els pobles lliures.
El pacte va ser signat a Tailàndia, i la seva seu es va establir a Bangkok. L'àrea del tractat incloïa el territori dels països asiàtics membres i l'oceà Pacífic al sud d'una línia situada a 21" 30' de latitud nord. La definició era molt imprecisa, però incloïa Cambodja, Laos i Vietnam del Sud en qualitat d'observadors, quedant sota la protecció del pacte mitjançant un protocol addicional, a pesar que no havien signat el tractat.
Un dels objectius principals del SEATO era donar suport a la presència dels Estats Units a Vietnam, encara que França i Pakistan van decidir mantenir-se al marge i no donar suport a la decisió de Washington. Degut els seus estatuts, SEATO no podia intervenir ni a Vietnam ni a Laos per la falta d'unanimitat, encara que sí controlar les seves pròpies poblacions.
Però el problema fonamental de la SEATO era que només comptava amb tres membres asiàtics (Pakistan, Filipines i Tailàndia), mentre que dos dels grans estats de la regió, Índia i Indoxina, van romandre al marge. Això es va deure a la política nacionalista i neutralista dels seus governs, els quals no coincidien amb els interessos del bloc occidental. Davant l'evidència, no deixava de ser cert que la SEATO era només instrument de potències neocolonialistas les úniques pretensions de les quals eren les de perpetuar la seva influència econòmica i política a la regió.
França es va unir a SEATO per raons de prestigi, ja que acabava de fracassar a Indoxina i per la seva compromesa situació a Àfrica no tenia intencions de mantenir una presència militar en aquesta regió.
Austràlia i Nova Zelanda tenien raons pròpies, doncs el Sud-est Asiàtic era la seva primera línia de defensa. Filipines tenia definida la seva línia política plegada a les nacions occidentals i havia signat el seu propi tractat de defensa mútua amb els Estats Units. Pakistan estava més interessat a treure-li partit al SEATO en el seu conflicte amb Índia, que a aportar algun tipus d'ajuda militar en el Sud-est Asiàtic. Només Tailàndia tenia un interès molt particular en SEATO, doncs les seves fronteres eren les que representaven el major perill en el Sud-est Asiàtic i òbviament el seu poder militar era limitat.
Estats Units, després de la guerra a Corea, estava decidit a construir un sòlid bloc de països oposats a la Xina comunista. El Secretari d'Estat nord-americà John Foster Dulles, d'absoluta convicció anticomunista, estava fermament convençut que existia un pla per estendre el comunisme a tot el Sud-est Asiàtic, i que els Acords de Ginebra de juliol de 1954, que van segellar la retirada francesa de les seves excolònies d'Indoxina, constituïen una capitulació davant l'agressió. De tota manera, els esdeveniments futurs demostrarien que el compromís dels EUA amb els seus aliats de la regió no era del tot incondicional i il·limitat, sinó que depenia dels seus propis vaivens polítics i del que aniria ocorrent als països asiàtics.

### Dissolució
En produir-se l'escalada de la guerra a Vietnam i veure's embolicat el país veí, Laos, la SEATO no va respondre com hagués esperat, autoritzant l'ús de les bases tailandeses per a la Força Aèria nord-americana, i la presència d'algunes tropes britàniques, australianes i neozelandeses. Al llarg dels anys seixanta, Estats Units es va anar embarcant progressivament en la intervenció militar unilateral, mentre que la SEATO va mostrar inoperància i incapacitat a mesura que sorgien els conflictes a la regió i per això la seva importància aviat va començar a minvar.
Les diferències entre els seus membres i la falta de cohesió es van fer evidents. Els membres asiàtics van bolcar la seva atenció a l'amenaça d'altres potències. Pakistan no va aconseguir el suport de SEATO en el seu conflicte amb Índia i per això es va retirar el 7 de novembre de 1973. Abans la derrota en la seva primera guerra amb Índia va donar com a resultat la transformació de Pakistan oriental en Bangladés. Cambodja, Laos i Vietnam tenien conflictes entre si. França per la seva banda, va boicotejar la sol·licitud dels EUA perquè els membres de SEATO recolzessin al govern de Vietnam del Sud, descartant a més la seva participació militar en la guerra. França va suspendre el suport financer en 1975.
Gran Bretanya va respondre feblement a la crida a involucrar-se militarment en la guerra. Tot això va ser causa que el congrés dels EUA decidís revisar el Pacte de Manila i amenacés amb denunciar-ho. En 1967, davant els successos de Suez, Gran Bretanya estava disposada a retirar-se de SEATO. Finalment el govern de Richard Nixon va realitzar una inesperada aproximació amb el govern de Pequín el que va causar gran malestar entre els altres membres de SEATO. Encara que des de 1973 es veia arribar, al febrer de 1974 es va desmantellar l'organització militar de SEATO i al juny de 1977 l'organització va deixar d'existir. No obstant això, el tractat es va mantenir en vigència, perquè era l'únic acord formal de seguretat entre Tailàndia i Estats Units.